# Teodoro Angelo
Teodoro Angelo (in greco Θεόδωρος Ἄγγελος?, Theodōros Angelos; ... – 1299) fu co-regnante della Tessaglia dal 1289 circa alla sua morte, avvenuta intorno al 1299.

## Biografia
Teodoro era il terzo figlio di Giovanni I Ducas di Tessaglia e di sua moglie, conosciuta solo con il nome monastico di Hipomona (“Pazienza”). Alla morte di Giovanni, avvenuta nel 1289 o poco prima, gli succedette il fratello maggiore di Teodoro, Costantino, ma Teodoro fu il suo co-regnante. Inizialmente, i due fratelli erano sotto la tutela di Anna Paleologa Cantacuzena in quanto minorenni. Insignito del titolo di sebastocratore dall'imperatore bizantino nel 1295, avrebbe dovuto sposare la principessa armena Teofano, figlia del re Leone II, ma il progetto andò in fumo. Fu sconfitto in battaglia dal generale bizantino Michele Ducas Glaba Tarcaniota e morì intorno al 1299.